# Géographie tropicale
La géographie tropicale était, dans la seconde partie du XXe siècle, un courant de la géographie française s’intéressant au monde tropical. Elle succède à la géographie coloniale en s'y opposant, et disparait à la fin du XXe siècle au profit de la géographie du développement.

## Origines de la géographie tropicale
Ce courant s’est construit notamment autour de Pierre Gourou. En rupture avec la géographie coloniale, qui visait à mettre au service de la métropole les ressources des pays colonisés, elle vise à comprendre les difficultés des populations grâce à une connaissance précise des milieux et des genres de vie locaux, pour les aider à évoluer notamment du point de vue agricole. Les géographes tropicaux produisent donc essentiellement des monographies. Dans les années 1960, certains instituts de géographie (le CNRS crée à Bordeaux en 1968 le Centre d’Études de Géographie Tropicale - CEGET) se spécialisent en géographie tropicale. Les travaux de Pierre Gourou font référence pour les pays pluvieux et ceux de Jean Dresch pour les pays secs. Dans les années 1970, une nouvelle génération de géographes s’affirme autour de Guy Lasserre, Pierre Vennetier, Paul Pélissier et Gilles Sautter.

## Remises en cause de la géographie tropicale
Cette façon de faire de la géographie différemment dans les zones tropicales qu’en zones tempérées assignait à ces zones, du point de vue naturaliste ou environnementaliste, « un statut d’anormalité par rapport au monde tempéré ». 
Les reproches faits à la géographie tropicale tournent autour de trois problématiques. La première, celle du déterminisme naturel, est un problème qui revient dans toutes les branches de la géographie et contre quoi luttent les géographes, mais il est d’autant plus problématique quand on fonde un courant géographique sur une zonalité. Pierre Gourou prend place dans ce débat en questionnant lui-même cette idée : « Le monde tropical n’est-il pas seulement un cadre régional commode pour les recherches géographiques et la géographie tropicale a-t-elle une existence réelle ? […] Le monde tropical étant dans son entièreté “sous-développé”, faut-il croire que le commun dénominateur de ce “sous-développement” soit le fait tropical ? Il appartient à une géographie comparative du monde tropical de montrer qu’il n’en est rien […]» 
La seconde question porte sur les villes et l’incapacité des géographes d’alors à penser les villes tropicales - les tropicalistes sont avant tout des ruralistes - , et à utiliser les méthodes de recherches urbaines. Les villes sont conçues avant tout comme des corps malades.
Enfin, le rapport au terrain pose d’autres questions, notamment par l’incapacité qu’ont eu les géographes à analyser leur place dans ce dernier et leur propre rapport à l’altérité.

## Fin de la géographie tropicale et héritages
La géographie tropicale décline rapidement dans les années 1980, au profit d’une géographie du développement, dans laquelle les problèmes de jadis sont analysés plus positivement. Odette Louiset montre ainsi qu'aux Indes les bidonvilles ne sont plus vus comme des obstacles au développement mais comme des lieux d’opportunités. À partir des années 1990, un courant parallèle à la géographie du développement, la géographie post-coloniale (surtout présente dans les pays anglo-saxons), naît de la critique des positions prises par l’Occident face aux pays qui lui sont extérieurs et de la façon dont elles modèlent encore la vie dans les pays du Nord comme du Sud.

### Sur la géographie tropicale
Christian Bouquet (dir.), Les géographes et le développement : Discours et actions. Nouvelle édition [en ligne]., Pessac : Maison des Sciences de l’Homme d’Aquitaine, 2010 (ISBN 9782858924981, lire en ligne)
Gilles Sautter, Guy Lasserre et Pierre Vennetier, « Les Principaux Thèmes De La Recherche Géographique Française Dans Les Pays Tropicaux », Annales De Géographie, vol. 77, no. 424,‎ 1968, p. 720–728 (www.jstor.org/stable/23446918)
Hélène Velasco-Graciet (dir.), Les tropiques de géographes. Nouvelle édition [en ligne]., Pessac : Maison des Sciences de l’Homme d’Aquitaine,, 2008 (ISBN 9782858924967, lire en ligne)
Pierre Vennetier, « A travers un siècle de géographie humaine française dans les pays tropicaux », Annales de Géographie, t. 100, n°561-562. Numéro du Centenaire.,‎ 1991, p. 644-667 (lire en ligne)

### Œuvres importantes de géographie tropicale
Jean Gallais, Les Tropiques, Terres de risques et de violences,, Paris, Armand Colin, Collection série Géographie, 1994
Pierre Gourou, Terres de bonne espérance. Le monde tropical, Paris, Plon, « Terre humaine », 1982
Pierre Gourou, Leçons de géographie tropicale, Recueil de leçons données au Collège de France de 1947 à 1970., Paris, Mouton, 1971
Gilles Sautter, De l'Atlantique au Congo : une géographie du sous-peuplement, Paris, La Haye, Mouton, 1966, 2 vol.,1102